# Бірлік (імені Габіта Мусрепова район)
Бірлі́к (каз. Бірлік) — село у складі району імені Габіта Мусрепова Північноказахстанської області Казахстану. Адміністративний центр Бірліцького сільського округу.
До 2009 року село називалось Бірлікське.
Населення — 791 особа (2021; 915 у 2009, 1097 у 1999, 1221 у 1989).
Національний склад станом на 1989 рік:
- росіяни — 39 %
- німці — 21 %.